# NGC 4658
NGC 4658 هي مجرة تتبع كوكبة العذراء. اكتشفها ويليام هيرشل في 25 مارس 1786.

## روابط خارجية
- NGC 4658 على موقع ويكي سكاي: DSS2, SDSS, GALEX, IRAS, Hydrogen α, X-Ray, Astrophoto, Sky Map, Articles and images